# Ivan Radoš
Conte (grof) Ivan Zuanne Radoš, visoki časnik i vitez Sv. Marka u mletačkoj vojsci, zapovjednik oltramarina (Trogir, 1616. – Zadar, 1686.). Potiče iz trogirske vojničke obitelji. Posebice se istaknuo u Kandijskom ratu, djelovanjem u zadarskom zaleđu nakon završetka Kandijskog rata te u prvim godinama Morejskoga rata.

## Vojna služba
S bratom kapetanom Petrom Radošem istaknuo se kao zapovjednik prekomorskih postrojbi u Kandijskom ratu.  
Kao jedan od zapovjednika (sopraintendante) mletačkih prekomorskih vojnika (oltramarini) Radoš je zapovijedao u akcijama mletačkog oslobađanja dalmatinskih utvrda Novigrad, Karin, Obrovac i Vrana 1647. godine. 
Osim u Dalmaciji sudjelovao je i u ratnim pothvatima mletačke ratne mornarice na grčkom dijelu bojišnice, a posebno se izdvajaju njegovi vojni prinosi u bitkama u Egejskom moru (kraj Teneda, Volosa, Egine i Limnosa). 
Važno je bilo i Radoševo sudjelovanje u kršćanskoj pobjedi kraj Dardanela 1656. godine, ondje ratovao na zapovjednoj galiji mletačkoga generala Lorenza Marcella, koji je u toj bitci bio smrtno ranjen, sam Radoš je u bitkama za Kretu bio teško ranjen (ostao je bez lijeve ruke) i zarobljen. Zbog ratnih zasluga, 1670. godine imenovan kavaljerom Svetoga Marka (Signor Conte Zuanne Radoss Kavalier). 
Osim ove stekao je i prestižnu titulu Sopraintendante della Natione Oltramarina, tj. naslov nadintendanta (svih) profesionalnih postrojbi pješaštva i konjaništva oltramarina.

## Ostavština
Nakon završetka Kandijskog rata djelovanje Ivana Radoša povezano je uz područje Ravnih kotara u zadarskom zaleđu. Nakon razgraničenja provedenog 1671. godine (acquisto vechio) mletačke vlasti počele su naseljavanje napuštenih sela zadarskoga zaleđa, koje je po nalogu providura Giorgia Morosinija nadgledao i organizirao conte Radoš. 
Conte Radoš imao je važan udio u osnivanju i početnim godinama djelovanja Bratovštine schiaovnskih vojnika sv. Jeronima (Scola San Gierolimo) u Zadru. 
Vojnom je službom bio vezan za cjelokupan onovremeni mletački državni teritorij, a posljednje je godine života proveo u Zadru (obitava u vlastitoj kući u zadarskoj četvrti Sv. Frane), glavnom gradu Dalmacije. 
Pokopan je u crkvi Svetog Dominika u Zadru.